# Cathédrale Saints-Cyrille-et-Méthode de Samara
 (mai 2023).
La cathédrale Saints-Cyrille-et-Méthode (Кирилло-Мефодиевский собор) est une collégiale[Passage contradictoire] de l'Église orthodoxe russe située à Samara en Russie. Elle est dédiée aux apôtres de la Russie, saints Cyrille et Méthode, et se trouve dans le district urbain (raïon) de l'Insdustrie (Promychlenny raïon) sur l'ancienne clairière de Barbocha à côté du croisement de la perspective Kirov et de la rue Novo-Sadovaïa.

## Histoire
La décision de faire bâtir une église en l'honneur de saint Cyrille et de saint Méthode remonte aux années 1990. Le projet retenu en 1994 est celui des architectes V.L. Pastouchenko et V.A. Samogorov qui est basé sur un système de dômes croisés et le style néoclassique avec l'utilisation de l'ordre dorique pour l'apparence extérieure. Un conseil d'administration est formé pour la levée de fonds. Le terrain choisi est celui de l'ancienne clairière Barbocha (Frounzé à l'époque soviétique) donnant rue Novo-Sadovaïa. La première pierre est bénie 3 juillet 1994 par l'évêque de Samara et Syzran, Serge (Polietkine). Un édifice provisoire est élevé et consacré le 24 mai 1995 en l'honneur de ces deux saints. Le patriarche Alexis II vient visiter le chantier, le 15 septembre 1999, et fait don d'objets liturgiques.
Les coupoles sont bénies en février 2000 et l'église est terminée quelque temps plus tard. La première liturgie est célébrée le 24 mai 2001. Un groupe sculpté en bronze représentant saint Cyrille et saint Méthode est érigé à côté de l'édifice.

## Description
La collégiale[Passage contradictoire] Saints-Cyrille-et-Méthode est l'une des églises les plus importantes de Samara. Elle atteint 57 mètres de hauteur avec la croix et le clocher s'élève à 73 mètres. Elle peut accueillir trois mille fidèles. La coupole pèse 49 tonnes. L'édifice est de style néo-classique.
Le centre spirituel et éducatif Kirillitsa fonctionne sous l'égide de la paroisse.